# المستحيل (فلم)
المستحيل هو فيلم مصري من إنتاج سنة 1965، من إخراج حسين كمال، عن قصة من تأليف مصطفى محمود، وشاركه في السيناريو يوسف فرنسيس، بطولة نادية لطفي، وكمال الشناوي، وصلاح منصور. الفيلم ضمن قائمة أفضل مائة فيلم في تاريخ السينما المصرية.

## القصة
يعيش حلمي وهو شاب ضعيف الشخصية وهو مهندس شاب يكتشف فجأة أن حياته مزيفة وكل شيء بها مفروض عليهِ، وهو واقع تحت تأثير والده، فوالده هو الذي اختار لهُ الزوجة وأجبره على الموافقة. يحاول حلمي بعد وفاة والده أن يتحرر من تأثيرهِ عليه وأن تكون لهُ حرية الاختيار فتكون أولى تجاربه هي الارتباط بـ (ناني) الشابة الرقيقة المغلوبة على أمرها والتي تزوجت زوج أختها بعد وفاتها لتربي بنتها. ويلتقي بفاطمة المحامية مدعية الثقافة والمتحررة والتي طلقت زوجها بحجة رجعيته وضيق أفقه وتقاليده البالية. ولا يجد حلمي حياته في النهاية إلا في العودة لزوجتهِ الأولى.

## طاقم العمل
1. نادية لطفي
2. كمال الشناوي
3. صلاح منصور
4. سناء جميل
5. فتحية شاهين
6. ملك الجمل
7. كريمة مختار
8. إيناس عبد الله
9. مصطفى رشوان

## روابط خارجية
- المستحيل على موقع IMDb (الإنجليزية)
- المستحيل على موقع قاعدة بيانات الفيلم (الإنجليزية)
- المستحيل على موقع ليتربوكسد (الإنجليزية)
- المستحيل على موقع كينوبويسك (الروسية)